# Tokunoshima (Kagoshima)

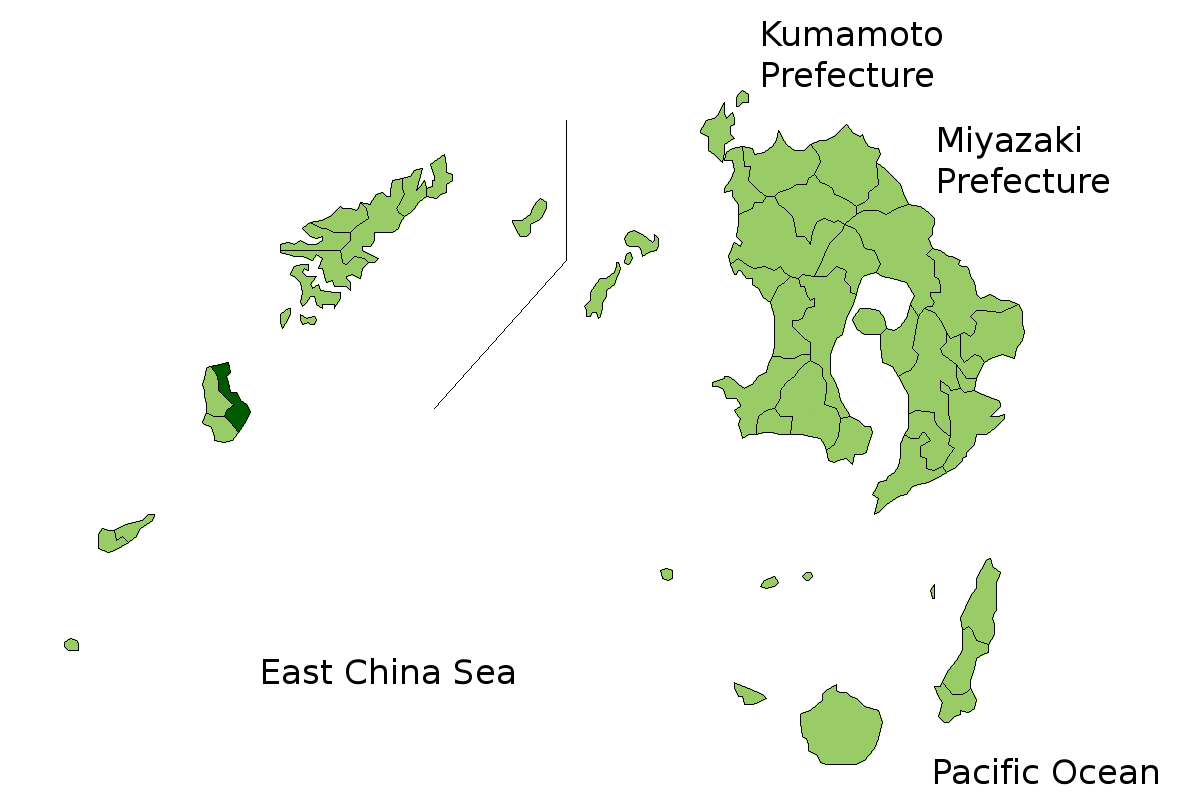
Localización de Tokunoshima en Kagoshima.

Tokunoshima (徳 之 岛 町 Tokunoshima-cho?) es una ciudad del distrito de Ōshima, Kagoshima, Japón. Se encuentra en la isla de Tokunoshima.
A partir de 2008, tiene una población estimada de 12.656 personas y la densidad de 121 habitantes por km ². El área total de la ciudad es 104.87 km ².
Shigechiyo Izumi (29 de junio de 1865- 21 de febrero de 1986) es la persona con la segunda más larga vida registrado en la historia humana, después de la francesa Jeanne Calment. Nació en Tokunoshima y murió aquí a la edad de 120 años 237 días.
La ciudad de Tokunoshima tiene un aeropuerto.
- Datos: Q1350985
- Multimedia: Tokunoshima, Kagoshima / Q1350985